# Gellérd Lajos
Gellérd Lajos (Telekfalva, 1942. szeptember 7. –) újságíró, városi tanácsos, vállalkozó.

## Élete és munkássága
Kisiparos családban született. 1975-ben befejezte tanulmányait a Bukaresti Politikai és Társadalomtudományi Akadémián. 1975–78-ig szerkesztette a Brassói Lapokat, 1978-tól az 1989-es decemberi fordulatig a lap gazdasági rovatát vezette.
1990-ben munkatársaival együtt újjászervezte a lapot, a lap főszerkesztője, s a lap kiadóvállalatának igazgatója lett. 1991-ben megalapította az állami tőkéjű Brassói Lapok Kft-t, amelyet 1993-ban privatizáltak. Gellérd Lajos a brassói magyarság közéletében igen jelentős szerepet játszott, ő harcolta ki a szecselevárosi magyar nyelvű középiskolát.
RMDSZ elnök volt Négyfaluban (1990–92), majd városi tanácsos Brassóban (1994-től). Több Alapítványnak alapító tagja, a Brassói Lapok Alapítványon kívül a Barcasági Csángó Alapítványnak és a Felfalusi Kovács Antal Alapítványnak. Tagja a Magyar Újságírók Romániai Egyesületének, mely   1990–93-ig Román Újságírók Szövetsége néven működött.
1995. január 28-án tartották meg Brassóban, a Reménység Házában a Brassói Lapok centenáriumi ünnepségét. Gellérd Lajos, a Brassói Lapok főszerkesztője és igazgatója fogadta a vendégeket, s emlékbeszédet tartott az 1895 januárjában indult a Brassói Lapokról, amely kihagyásokkal, átváltozásokkal, de fennmaradt. A szerkesztőség ünnepi kiadvánnyal állt elő, közreadta a Brassói Lapok emlékkönyvet (1995). A 2000-es évig szerkesztette Gellérd a lapot, utána az üzleti életben a brassói Expo Center kft. igazgatójaként tevékenykedett.